# 1986-os Formula–1 belga nagydíj
Az 1986-os Formula–1-es világbajnokság ötödik futama a belga nagydíj volt.

## Futam
Május 14-én a Paul Ricard pályán zajló teszt közben Elio de Angelis balesetet szenvedett. Autója hátsó légterelője levált, kicsúszott a pályáról, és a korlátnak ütközve kigyulladt. A pályán nem volt kiszolgáló személyzet, és fél órába telt, mire a versenyzőt helikopterrel kórházba szállították. Kulcscsonttöréssel megúszta volna a balesetet, ám a belélegzett füst miatt másnap súlyos agykárosodás következtében elhunyt.
A tragédiáját követően előírták, hogy mindig készenlétben kell állnia a pályaőröknek, orvosoknak és egy helikopternek a sérültek gyors szállításához.
| Helyezés | Rajtszám | Versenyző          | Csapat/Motor           | Futott körök | Idő/Kiesés oka      | Rajthely | Pontszám |
| -------- | -------- | ------------------ | ---------------------- | ------------ | ------------------- | -------- | -------- |
| 1        | 5        | Nigel Mansell      | Williams-Honda         | 43           | 1:27:57,925         | 5        | 9        |
| 2        | 12       | Ayrton Senna       | Lotus-Renault          | 43           | + 19,827            | 4        | 6        |
| 3        | 28       | Stefan Johansson   | Ferrari                | 43           | + 23,592            | 11       | 4        |
| 4        | 27       | Michele Alboreto   | Ferrari                | 43           | + 29,634            | 9        | 3        |
| 5        | 26       | Jacques Laffite    | Ligier-Renault         | 43           | + 1:10,690          | 17       | 2        |
| 6        | 1        | Alain Prost        | McLaren-TAG            | 43           | + 2:17,772          | 3        | 1        |
| 7        | 19       | Teo Fabi           | Benetton-BMW           | 42           | + 1 kör             | 6        |          |
| 8        | 7        | Riccardo Patrese   | Brabham-BMW            | 42           | + 1 kör             | 15       |          |
| 9        | 17       | Marc Surer         | Arrows-BMW             | 41           | + 2 kör             | 21       |          |
| 10       | 20       | Gerhard Berger     | Benetton-BMW           | 41           | + 2 kör             | 2        |          |
| 11       | 15       | Alan Jones         | Lola-Ford              | 40           | Kifogyott üzemanyag | 16       |          |
| 12       | 4        | Philippe Streiff   | Tyrrell-Renault        | 40           | + 3 kör             | 18       |          |
| 13       | 14       | Jonathan Palmer    | Zakspeed               | 37           | + 6 kör             | 20       |          |
| Kiesett  | 23       | Andrea de Cesaris  | Minardi-Motori Moderni | 35           | Kifogyott üzemanyag | 19       |          |
| Kiesett  | 29       | Huub Rothengatter  | Zakspeed               | 25           | Elektronika         | 23       |          |
| Kiesett  | 3        | Martin Brundle     | Tyrrell-Renault        | 25           | Váltó               | 12       |          |
| Kiesett  | 24       | Alessandro Nannini | Minardi-Motori Moderni | 24           | Váltó               | 22       |          |
| Kiesett  | 25       | René Arnoux        | Ligier-Renault         | 23           | Motorhiba           | 7        |          |
| Kiesett  | 6        | Nelson Piquet      | Williams-Honda         | 16           | Turbó               | 1        |          |
| Kiesett  | 18       | Thierry Boutsen    | Arrows-BMW             | 7            | Elektronika         | 14       |          |
| Kiesett  | 11       | Johnny Dumfries    | Lotus-Renault          | 7            | Kipördült           | 13       |          |
| Kiesett  | 2        | Keke Rosberg       | McLaren-TAG            | 6            | Motorhiba           | 8        |          |
| Kiesett  | 21       | Piercarlo Ghinzani | Osella-Alfa Romeo      | 3            | Motorhiba           | 24       |          |
| Kiesett  | 22       | Christian Danner   | Osella-Alfa Romeo      | 2            | Motorhiba           | 25       |          |
| Kiesett  | 16       | Patrick Tambay     | Lola-Ford              | 0            | Baleset             | 10       |          |

## Statisztikák
Vezető helyen:
- Nelson Piquet: 16 (1-16)
- Ayrton Senna: 5 (17-21)
- Stefan Johansson: 2 (22-23)
- Nigel Mansell: 20 (24-43)

Nigel Mansell 3. győzelme, Nelson Piquet 18. pole-pozíciója, Alain Prost 18. leggyorsabb köre.
- Williams 24. győzelme.

Marc Surer utolsó versenye.